# Ramularia picridis
Ramularia picridis är en svampart som beskrevs av Fautrey & Roum. 1892. Ramularia picridis ingår i släktet Ramularia och familjen Mycosphaerellaceae.   Inga underarter finns listade i Catalogue of Life.